# نشانه کلی
نشانهٔ کِلی (انگلیسی: Kelly's sign) یک نشانهٔ بالینی است که در آن میزنای را می‌توان در حین جراحی تشخیص داد، زیرا میزنای در صورت فشردگی مختصر یک حرکت کرم‌مانند قابل مشاهده دارد.
این نشانهٔ پزشکی به نام هاوارد اتوود کلی نام‌گذاری شده است.